# Mikroregion Araçatuba

Mikroregion Araçatuba

Mikroregion Araçatuba – mikroregion w brazylijskim stanie São Paulo należący do mezoregionu Araçatuba.

## Gminy
- Araçatuba
- Bento de Abreu
- Guararapes
- Lavínia
- Rubiácea
- Santo Antônio do Aracanguá
- Valparaíso